# Ádám Bodor
Ádám Bodor (ur. 22 lutego 1936 w Klużu-Napoce) – węgierski pisarz.
Urodził się w Siedmiogrodzie, gdzie należał do mniejszości węgierskiej. Jako 16-latek trafił do więzienia za działalność opozycyjną w Klużu. Przez dwa lata, od 1952 do 1954 roku, był więźniem politycznym. W latach 1955–1960 studiował teologię protestancką na uniwersytecie w Klużu-Napoce. Zaczął publikować w roku 1968. Od 1982 mieszka w Budapeszcie.
W roku 2002 był gościem 6. Targów Książki w Krakowie. W 2017 roku odbyło się spotkanie autorskie z pisarzem na 3. Festiwalu im. Zygmunta Haupta w Gorlicach.
W Polsce nakładem wydawnictwa Czarne ukazały się następujące jego książki: Okręg Sinistra, Wizyta arcybiskupa, Zapach więzienia, Z powrotem do uszatej sowy i Ptaki Wierchowiny.

## Dzieła
- 1969 – A tanú
- 1974 – Plusz-mínusz egy nap
- 1978 – Megérkezés északra
- 1980 – Milyen is egy hágó?
- 1981 – A Zangezur hegység
- 1985 – Az Eufrátesz Babilonnál
- 1992 – Sinistra körzet. Egy regény fejezetei (wyd. pol. pt. Okręg Sinistra. Rozdziały pewnej powieści, przekł. Małgorzata Komorowska, Wołowiec 2001)
- 1997 – Vissza a fülesbagolyhoz (wyd. pol. pt. Z powrotem do uszatej sowy, przekł. Tadeusz Olszański, Małgorzata Komorowska-Fotek, Elżbieta Sobolewska, Wołowiec 2007)
- 1999 – Az érsek látogatása (wyd. pol. pt. Wizyta arcybiskupa, przekł. Małgorzata Komorowska, Wołowiec 2002)
- 2001 – A börtön szaga. Válaszok Balla Zsófia kérdéseire (wyd. pol. pt. Zapach więzienia. Odpowiedzi na pytania Zsófii Balla, przekł. Małgorzata Komorowska, Wołowiec 2004)
- 2010 – Az utolsó szénégetők (Tárcák 1978-1981)
- 2011 – Verhovina madarai (wyd. pol. pt. Ptaki Wierchowiny, przekł. Elżbieta Cygielska, Wołowiec 2014)